# Elias Katz
Elias Katz, född 22 juni 1901 i Åbo, död 24 december 1947, var en finlandssvensk friidrottare.
Katz blev olympisk silvermedaljör på 3 000 meter hinder vid sommarspelen 1924 i Paris.